# Michel Mézy
Michel Mézy (* 15. August 1948 in Aigues-Mortes) ist ein ehemaliger französischer Fußballspieler und -trainer.

## Vereinskarriere

### Erste Zeit bei Nîmes (1966–1975)
Der defensive Mittelfeldspieler Mézy spielte in der Jugendabteilung des Erstligisten Olympique Nîmes, bevor er am 7. Mai 1966 mit 17 Jahren bei einer 1:2-Niederlage gegen den FC Nantes zum ersten Mal in der höchsten französischen Spielklasse auf dem Platz stand. Zu einer Zeit, in der Ein- und Auswechslungen noch nicht möglich waren, nahm er auch an den weiteren vier Partien bis zum Saisonende teil und konnte in der darauffolgenden Relegationsrunde mit seiner Mannschaft den Abstieg anwenden. Im Verlauf der Spielzeit 1967/68 spielte er hingegen kaum eine Rolle und musste an deren Ende überdies den Sturz in die Zweitklassigkeit hinnehmen. In der zweiten Liga wurde er wieder häufiger aufgeboten und schaffte mit seinem Team 1969 die Rückkehr in die oberste Spielklasse. Während der Saison 1969/70 avancierte der damals 21-Jährige innerhalb der Mannschaft zum Leistungsträger und wurde zur selben Zeit erstmals für die Nationalelf berücksichtigt. 
Am Ende der Spielzeit 1970/71 belegte er mit Nîmes den vierten Tabellenplatz, was für ihn seine erste Teilnahme am europäischen Wettbewerb mit sich brachte. Die Mannschaft trat zur Erstaustragung des UEFA-Pokals an und Mézy bestritt am 14. September 1971 bei einer 0:1-Niederlage gegen den portugiesischen Klub Vitória Setúbal seine erste Begegnung im Europapokal. Auch beim Rückspiel kam er zum Einsatz, musste damit aber zugleich das Ausscheiden seiner Mannschaft hinnehmen. Der weitere Verlauf der Spielzeit war hingegen erfolgreich, da Nîmes Tabellenzweiter wurde und Mézy damit die beste Platzierung seiner Laufbahn erreichte. Auch in den nachfolgenden Jahren blieb der Klub der oberen Tabellenhälfte erhalten und der Mittelfeldakteur war ein derart elementarer Bestandteil der Stammelf, dass er 1974/75 kein einziges Aufeinandertreffen in der Liga verpasste. Im Sommer 1975 kehrte er den Südfranzosen nach fast einem Jahrzehnt in der ersten Mannschaft den Rücken und wechselte in den Norden des Landes zum OSC Lille.

### Lille und Rückkehr nach Nîmes (1975–1979)
Bei Lille war er zwar als Stammspieler gesetzt, musste jedoch nach der erfolgreichen Zeit zuvor in Nîmes den Abstiegskampf antreten. 1976 glückte die Rettung, doch 1977 hatte das Team als Tabellenletzter einen deutlichen Rückstand zu verzeichnen und musste den Gang in die Zweitklassigkeit antreten. Dies galt allerdings nicht für Mézy, denn er kehrte zu seinem Ex-Verein Olympique Nîmes zurück.
Seine erste Saison nach seiner Rückkehr in den Süden des Landes war ebenfalls vom Abstiegskampf geprägt und im Januar 1978 wurde mit Henri Noël ein neuer Trainer berufen. Dieser machte aus dem defensiven Mittelfeldspieler Mézy einen Libero. Bei Nîmes besaß er einen festen Platz in der ersten Elf und schaffte mit dem Verein in der Spielzeit 1978/79 die Rückkehr in die mittlere Tabellenregion. Seine Leistungen waren derart gut, dass er als Favorit auf die von France Football vergebene Auszeichnung des Spielers des Jahres galt. Am 24. Mai 1979 unterschrieb er trotz seines Erfolgs bei Nîmes einen Vertrag beim zweitklassig antretenden Regionalrivalen PSC Montpellier und wurde daraufhin für die letzten drei Spieltage suspendiert. Gleichzeitig entging ihm die Auszeichnung als Spieler des Jahres.

### Letzte Jahre in Montpellier (1979–1981)
In Montpellier übernahm er das Kommando in der Defensivabteilung und wurde mit der Mannschaft 1981 Meister der zweiten Liga. Dies war sein einziger Titelgewinn während seiner Zeit als Spieler und brachte gleichzeitig den Aufstieg in die oberste Spielklasse mit sich. Er schaffte als Stammspieler die Rückkehr in die erste Liga, musste aber erleben, wie sein Team weitgehend aussichtslos dem Abstieg entgegenging. Am 20. Dezember 1981 lief der damals 33-Jährige bei einem 2:1-Heimsieg gegen den OGC Nizza zum letzten Mal im Profifußball auf und beendete damit nach 384 Erstligapartien mit 24 Toren sowie 73 Zweitligapartien mit zwei Toren seine aktive Laufbahn.

## Nationalmannschaft
Mézy war 21 Jahre alt und spielte auf Vereinsebene bei Olympique Nîmes, als er am 3. Mai 1970 bei einer 1:2-Niederlage in einem Freundschaftsspiel gegen die Schweiz zu seinem Debüt im Trikot der französischen Nationalelf kam. Am 11. November desselben Jahres absolvierte er bei einem 3:1-Sieg gegen Norwegen in der Qualifikation zur Europameisterschaft 1972 sein Pflichtspieldebüt und erzielte dabei gleichzeitig sein erstes und einziges Tor im Nationaldress. Eine Teilnahme im Turnier wurde letztendlich verpasst. Es folgten weiterhin regelmäßige Berufungen für den Spieler, bis er am 26. Mai 1973 gegen die Sowjetunion im Alter von 24 Jahren zum letzten Mal für Frankreich auf dem Platz stand. Insgesamt war er 17 Mal für die Équipe tricolore aufgelaufen, wobei sämtliche Länderspiele in seine Zeit bei Nîmes fielen.

## Trainer- und Funktionärskarriere
Nur wenige Wochen nach dem Ende seiner Spielerlaufbahn erhielt er im Januar 1982 beim PSC Montpellier einen Posten im Management. 1985 übernahm er bei diesem die Trainerverantwortung, führte den Klub 1987 zurück in die erste Liga, wobei er erneut Zweitligameister wurde und seinen ersten Titel als Trainer holte. Nach diesem Erfolg kehrte er auf seinen Managerposten zurück. Am 14. Februar 1990 beerbte er Aimé Jacquet als Coach des mittlerweile in HSC Montpellier umbenannten Vereins, führte die Elf ins nationale Pokalfinale 1990 und diese gewann durch ein 2:1 nach Verlängerung gegen Racing Paris die Trophäe. Vier Tage nach diesem Erfolg verkündete er seinen Wechsel zurück zu Olympique Nîmes; dies wurde in Montpellier sehr negativ aufgenommen und Vereinspräsident Louis Nicollin sprach sich gegen eine mögliche Rückkehr Mézys aus.
Zunächst besetzte er in Nîmes den Posten des Sportdirektors, bevor er am 25. Juli 1991 das Amt als Präsident des Vereins antrat. Im selben Jahr war der Aufstieg in die Erstklassigkeit gelungen. Im Dezember 1992 übernahm er die abstiegsbedrohte Mannschaft des Vereins als Trainer und war somit die erste Person der französischen Fußballgeschichte, die sowohl Trainer als auch Präsident bei einem Klub war. Den Abstieg konnte er allerdings nicht abwenden und gab daher zum Saisonende den Trainerposten wieder auf. Als Präsident war er umstritten, was auch daran lag, dass er im Februar 1993 bei einem Frühstück mit Montpelliers Vorsitzendem Nicollin beobachtet worden war. Es entstand ein Machtkampf zwischen Mézy und Richard Pérez. Diesen entschied Pérez letztlich für sich, weswegen Mézy am 23. September 1994 seines Amtes an der Spitze des Vereins enthoben wurde. Zwar wurde die Entscheidung am 5. Oktober desselben Jahres für ungültig erklärt, doch am 21. Oktober verkündete er seinen Rücktritt.
Nur wenige Wochen nach seinem Rücktritt vom Präsidentenposten bei Nîmes ging er im November 1994 erneut nach Montpellier, um bei dem abstiegsbedrohten Erstligisten als Trainer zu arbeiten. Die Rettung gelang und er blieb langfristig auf dem Posten, wobei er den Verein ins Tabellenmittelfeld führte. Überdies gelang auf europäischer Ebene der Einzug ins Intertoto-Cup-Finale 1997, in dem die Mannschaft Olympique Lyon unterlag. 1998 gab er das Traineramt auf, wurde aber bereits im Dezember 1999 zurückgeholt, um Montpellier vor dem Abstieg zu bewahren. Dies gelang nicht, doch er durfte im Amt verbleiben und erreichte 2001 den direkten Wiederaufstieg und war noch bis Oktober 2002 Trainer. 2006 wurde er als offizieller Berater von Montpelliers Präsident Nicollin eingestellt.

## Öffentliche Anerkennung
Ein 1999 eröffnetes kommunales Stadion in Le Grau-du-Roi, der Nachbargemeinde seines Geburtsortes, erhielt bei seiner Einweihung den Namen des früheren Nationalspielers und heißt seither Stade Michel Mézy.